# Lương Đắc Bằng
Lương Đắc Bằng là một nhà chính trị thời nhà Hậu Lê, ông nổi bật với việc theo đại thần Nguyễn Văn Lang nổi quân ba phủ ở Thanh Hóa, đánh đổ triều vua Lê Uy Mục, lập nên vua Lê Tương Dực. Bằng khả năng văn chương của mình, ông thường được lệnh viết các bài hịch, chiếu, sắc của triều đình.